# Margarinotus multidens
Margarinotus multidens är en skalbaggsart som först beskrevs av Schmidt 1889.  Margarinotus multidens ingår i släktet Margarinotus och familjen stumpbaggar. Inga underarter finns listade i Catalogue of Life.